# Синдром Прадера — Вилли
Синдро́м Праде́ра — Ви́лли  — редкое наследственное заболевание, причиной которого является отсутствие отцовской копии участка хромосомы 15q11-13. В этом участке хромосомы 15 находятся гены, в регуляции которых задействован геномный импринтинг. Большинство случаев являются спорадическими, для редких описанных семейных случаев характерно неменделевское наследование.
Синдром впервые описали в 1956 году учёные из Швейцарии А. Прадер (A. Prader), Х. Вилли (H. Willi) и А. Лабхарт (A. Labhart).

## Эпидемиология
Частота встречаемости — 1 : 12 000-15 000 живорождённых младенцев. Патология встречается с одинаковой частотой у женщин и мужчин.

## Патогенез
Наиболее частой причиной синдрома (70-75 % случаев) является делеция участка 15q11-13 хромосомы 15, унаследованной от отца. Около четверти случаев обусловлено однородительской дисомией хромосомы 15 upd(15)mat, когда обе 15-е хромосомы у пациента являются копиями материнского происхождения. В незначительном числе случаев синдром связан с нарушением импринтинга или с наличием сбалансированной транслокации с точкой разрыва внутри участка 15q11-13.

## Клиническая картина
Для синдрома Прадера — Вилли характерны:
- до рождения — низкая подвижность плода, часто — неправильное положение плода;
- дисплазия тазобедренных суставов;
- ожирение; склонность к перееданию (чаще проявляется к двум годам);
- пониженный мышечный тонус (гипотонус); пониженная координация движений;
- маленькие кисти и стопы, низкий рост;
- повышенная сонливость;
- страбизм (косоглазие);
- сколиоз (искривление позвоночника);
- пониженная плотность костей;
- густая слюна; плохие зубы;
- сниженная функция половых желёз (гипогонадизм) и в результате, как правило, бесплодие;
- речевая задержка, задержка психического развития; отставание в освоении навыков общей и мелкой моторики;
- более позднее половое созревание.

Внешние признаки: у взрослых выражена переносица, лоб высокий и узкий, глаза, как правило, миндалевидные, губы тонкие.
Как правило, у больного встречается не более пяти вышеуказанных признаков.

## Генетика

Идеограмма 15-й хромосомы (слева) и критическая область возникновения (PWCR, справа); отмечены локусы генов и характер их экспрессии, легенда ниже. (по Биттелю и Батлеру)
Материнская экспрессия (гены СА)
Гены, экспрессируемые на обеих хромосомах
Тип экспрессии гена неопределён
Гены, не экспрессируемые на отцовской хромосоме
Отцовская экспрессия (гены СПВ и мякРНК)

Синдром Прадера — Вилли (СПВ) связан с эпигенетическим феноменом, известным как импринтинг. Обычно плод наследует импринтированную материнскую копию генов PW и функциональную отцовскую копию генов PW. Из-за импринтинга копии этих генов, унаследованные от матери, практически молчат, и поэтому плод развивается благодаря экспрессии отцовских копий генов. Однако при СПВ происходит мутация/делеция отцовских копий генов PW, в результате чего плод остаётся без функционирующих генов PW. Гены PW представляют собой гены SNRPN и NDN, а также кластеры snoRNA: SNORD64, SNORD107, SNORD108 и две копии SNORD109, 29 копий SNORD116 (HBII-85) и 48 копий SNORD115 (HBII-52). Эти гены расположены в области 15q11-13 хромосомы 15. Эта так называемая область PWS/AS в отцовской хромосоме 15 может быть утрачена по одному из нескольких генетических механизмов, что в большинстве случаев происходит в результате случайной мутации. Другие, менее распространенные механизмы включают однородительскую дисомию, спорадические мутации, хромосомные транслокации и делеции генов.
Регион 15q11-13 вовлечён как в синдром Прадера — Вилли, так и в синдром Ангельмана. В то время как СПВ возникает в результате потери генов PW в этом регионе отцовской хромосомы, потеря другого гена (UBE3A) в том же регионе материнской хромосомы вызывает синдром Ангельмана. СПВ и синдром Ангельмана представляют собой первые зарегистрированные случаи нарушений, связанных с импринтингом, у людей.
Риск развития СПВ для брата или сестры больного ребёнка зависит от генетического механизма, вызвавшего заболевание. Риск для братьев и сестёр составляет <1 %, если у больного ребёнка имеется делеция гена или однородительская дисомия, до 50 %, если у больного ребёнка есть мутация контрольной области импринтинга, и до 25 %, если присутствует родительская хромосомная транслокация. Пренатальная диагностика возможна для любого из известных генетических механизмов.
Микроделеция в одном семействе мякРНК HBII-52 исключила её важную роль в заболевании.
Исследования модельных систем человека и мыши показали, что делеция 29 копий мякРНК C/D-бокса SNORD116 (HBII-85) является основной причиной СПВ.

## Диагностика
Синдром диагностируется путём генетического анализа, рекомендуемого для новорождённых с пониженным мышечным тонусом (гипотонусом).
Иногда вместо диагноза «синдром Прадера — Вилли» врачи ошибочно ставят диагноз «синдром Дауна» (поскольку синдром Дауна встречается намного чаще).
Дети с синдромом Прадера — Вилли очень похожи между собой, опытный генетик сможет быть уверен в диагнозе, не дожидаясь результатов исследования кариотипа.

## Лечение
Синдром Прадера — Вилли является врождённой генетической аномалией; в настоящее время специфические способы его лечения не разработаны.
Однако некоторые лечебные мероприятия повышают качество жизни людей с синдромом. В частности, младенцы с гипотонусом должны получать массаж и другие виды специальной терапии. Рекомендуются использование специальных методик развития ребёнка, занятия с логопедом и дефектологом. Показан приём «гормонов роста», заместительная гормональная терапия (с применением гонадотропинов).
Гипогонадизм обычно проявляется в микропении (микропенис — половой член аномально малого размера) и неопущении яичек у мальчиков (крипторхизм); врачи могут посоветовать подождать, пока яички опустятся сами, или порекомендовать хирургическое вмешательство либо гормонотерапию.
Для коррекции избыточной массы тела применяется диета с ограничением количества жиров и углеводов. Из-за ожирения, сопутствующего синдрому, нужно пристально следить за количеством и качеством пищи, поглощаемой человеком с синдромом Прадера — Вилли (обычно люди с таким синдромом способны много съесть, не насыщаясь).
Возможным осложнением может стать апноэ (задержка дыхания во сне).

## Риск
Риск, что следующий ребёнок у тех же родителей родится также с синдромом Прадера — Вилли, зависит от механизма, вызвавшего генетический сбой.
Этот риск меньше 1 %, если у первого ребёнка делеция гена или партеногенетическая (однородительская) дисомия; составляет до 50 %, если сбой вызван мутацией; до 25 % — в случае транслокации родительских хромосом. Родителям рекомендуется пройти генетическое обследование.

## Перспективы развития
У большинства людей с синдромом Прадера — Вилли наблюдается задержка психического и речевого развития.
Согласно исследованиям, которые провели Л. М. Керфс и Дж. П. Фринс (1992),
- 5 % обследованных продемонстрировали средний уровень коэффициента интеллекта (более 85 баллов по шкале IQ);
- 27 % — уровень на грани среднего (70–85 баллов);
- 34 % — уровень слабого отставания (50–70 баллов);
- 27 % — уровень среднего отставания (35–50 баллов);
- 5 % — сильное отставание (20–35 баллов);
- менее 1 % — значительное отставание.

По другим исследованиям (Кэссиди), 40 % пациентов с синдромом Прадера — Вилли демонстрируют интеллект на грани среднего или сниженный уровень интеллекта.
Как правило, дети с синдромом Прадера — Вилли имеют хорошую долговременную зрительную память, они могут научиться читать, могут обладать богатым пассивным словарём, но их собственная речь обычно хуже, чем понимание.
Слуховая память, математические навыки и навыки письма, зрительная и слуховая кратковременная память у таких детей обычно значительно хуже.
Синдром Прадера — Вилли нередко ассоциируется с повышенным аппетитом. У больных повышена концентрация в крови гормона грелина. Для них также характерна пониженная концентрация соматолиберина. Это обусловлено тем, что 15-я хромосома связана с гипоталамусом. Однако при вскрытии умерших с синдромом Прадера — Вилли не было обнаружено никаких дефектов гипоталамуса. По другим данным, наблюдалось снижение общего количества клеток и окситоцин-содержащих клеток паравентрикулярных ядер гипоталамуса.